# Tinospora arfakiana
Tinospora arfakiana är en tvåhjärtbladig växtart som beskrevs av Odoardo Beccari. Tinospora arfakiana ingår i släktet Tinospora och familjen Menispermaceae. Inga underarter finns listade i Catalogue of Life.